# Берберские пираты

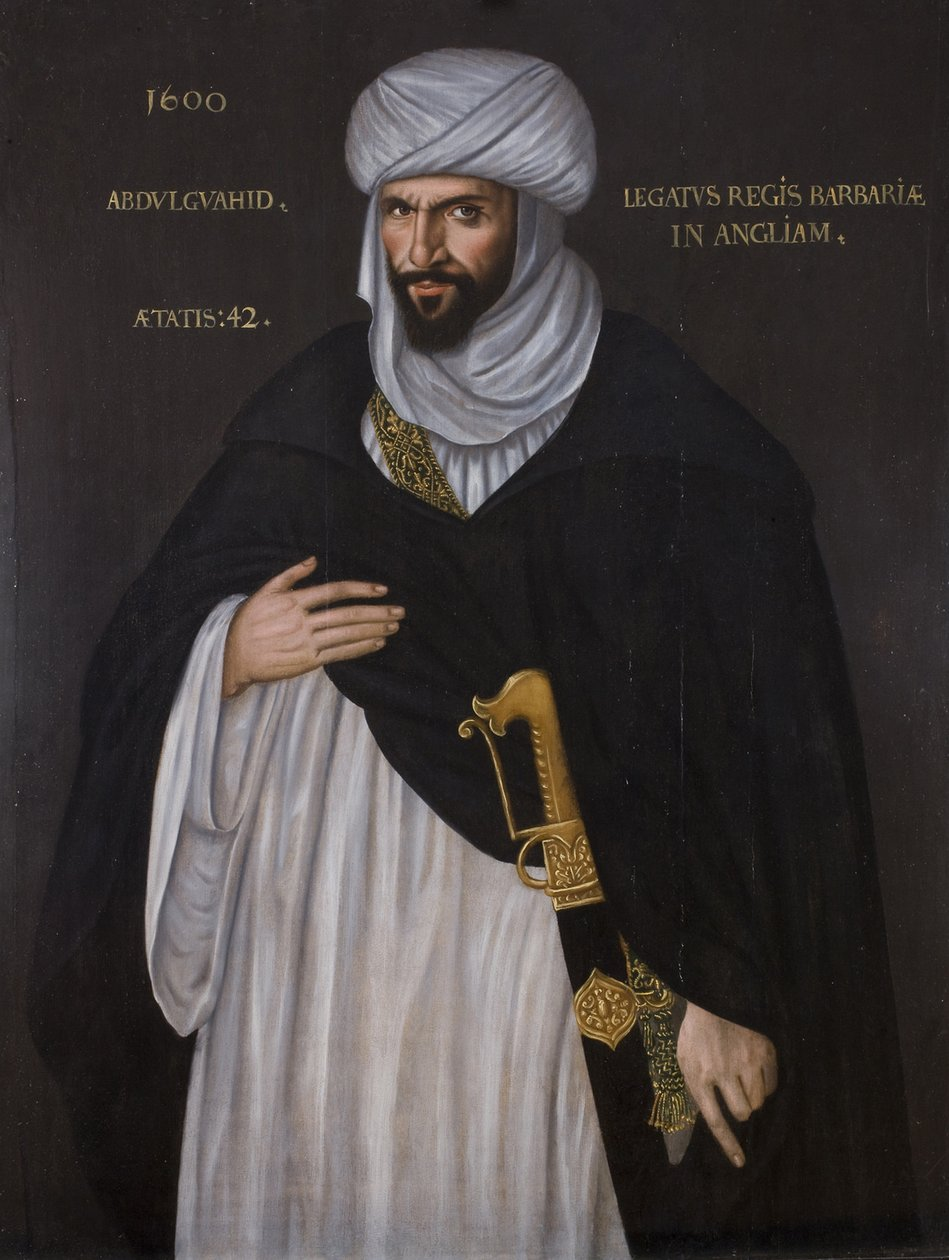
Посол от государств Варварского берега ко двору английской королевы Елизаветы I

Бербе́рские (бербери́йские, варварийские) пираты (они же, за исключением марокканских, так как марокканцы не признавали себя османами, известны как османские корсары) — мусульманские пираты и каперы, орудовавшие в районе северной Африки, начиная со времён арабских завоеваний и до середины XIX века.

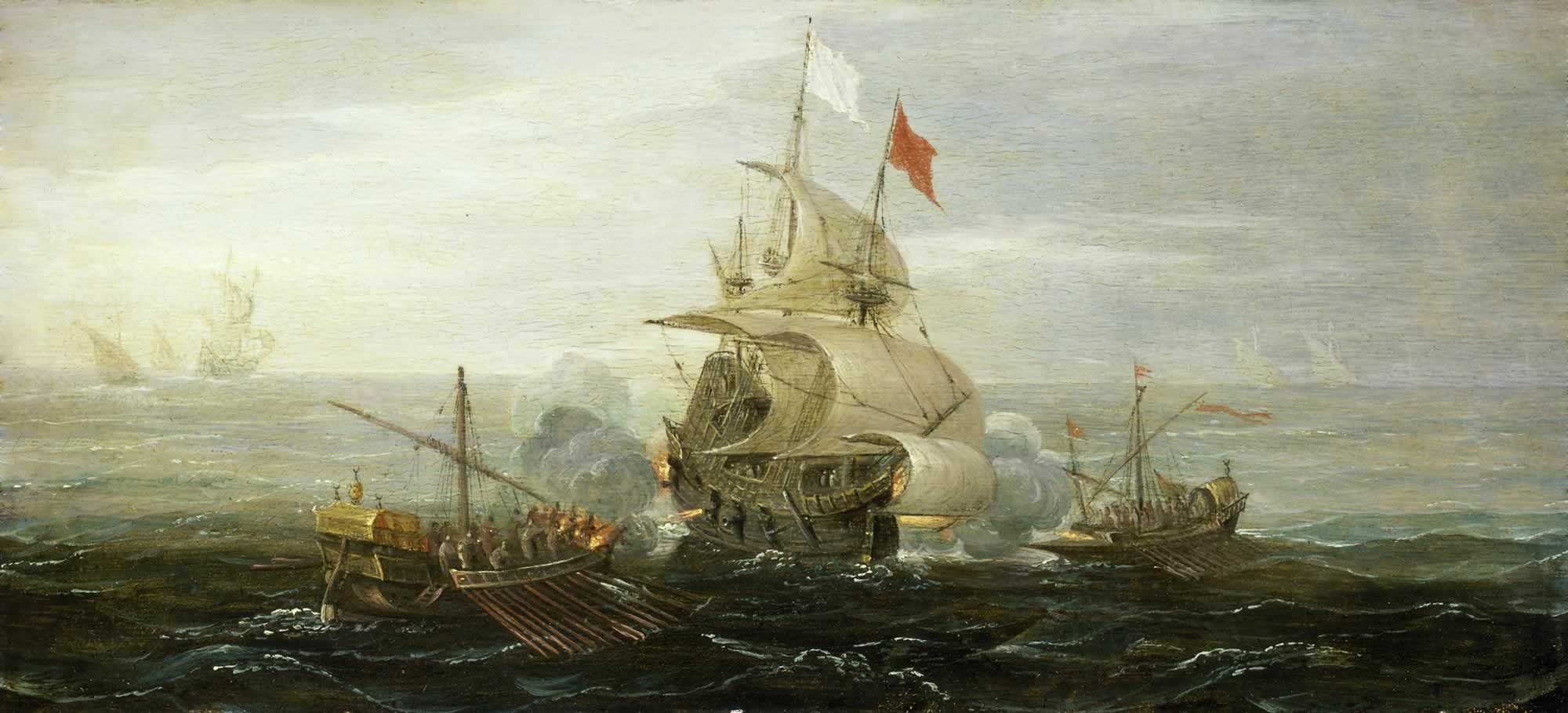
Атака французского корабля берберскими пиратами. Худ. Аарт ван Антум (1615)

## История
Хотя такие набеги начали совершаться вскоре после завоевания Пиренейского полуострова арабами в 710-х годах, термины «берберийские пираты» и «берберийские корсары» обычно применяются к налетчикам, действовавшим с XVI века и далее, когда частота и дальность рейдов работорговцев особенно возросли. В тот период Алжир, Тунис и Триполи находились под суверенитетом Османской империи либо как непосредственно управляемые провинции, либо как полунезависимые владения, известные как Берберийские государства. Подобные рейды также предпринимались из Сале и других портов королевства Марокко, не входившего в состав Османской империи. 
Действуя из множества портов Магриба (Варварский берег), включая такие крупные как Тунис, Триполи, Алжир и Сале, они держали в страхе всё западное Средиземноморье. Деятельность пиратов не ограничивалась одними лишь нападениями на торговые суда в морях, они очень часто устраивали «раззии» — рейды на прибрежные города Европы с целью захватить в плен христианских рабов и продать их на невольничьем рынке в Алжире или Марокко. По данным профессора истории Роберта Дэвиса в период с XVI по XIX века, пираты захватили и продали в рабство от 1 до 1,25 миллиона европейцев. Основной целью для подобных рейдов служили прибрежные деревушки в Италии, Испании и Португалии, хотя от подобных нападений иногда страдали и более отдалённые страны — Франция, Англия, Нидерланды, Ирландия и даже Скандинавские страны, включая Исландию  (смотри статьи Нападение берберских пиратов на Балтимор и Нападение турецких пиратов на Исландию).
Эффект от этих атак был для европейских стран крайне тяжёлым: Франция, Англия и Испания потеряли тысячи кораблей, из-за страха перед пиратами обезлюдели многие прибрежные регионы Испании и Италии; фактически этот пиратский промысел препятствовал заселению берегов вплоть до XIX века.

## Борьба европейских держав с берберийским пиратством
С XVI века начались «алжирские экспедиции» — ряд морских и десантных экспедиций европейских государств против гнезда пиратов в Алжире. С XIX века (с 1801 года) начались берберийские войны США. В ходе второй берберийской войны эскадре американских кораблей удалось заставить алжирцев выдать  пленных американцев и европейцев, а также предоставление американским кораблям свободного прохода. Кроме того, Алжир обязался выплатить 10 тыс. долларов в виде компенсации. Однако сразу же после ухода американских кораблей алжирский дей (правитель) Умар бен Мухаммед разорвал навязанный ему договор с обязательством навсегда отказаться от пиратства.   
После завершения наполеоновских войн и Венского конгресса в 1814–1815 годах ведущие европейские державы пришли к согласию в вопросе о необходимости принятия решительных мер против берберийских пиратов.
Берберийскому пиратству был нанесён сильный удар весной 1816 года, когда к берегам Алжира прибыл объединенный англо-голландский флот под руководством британского адмирала Эдуарда Пеллью. В марте 1816 года этот флот пришел к североафриканскому берегу и предъявил алжирскому дею требования освободить рабов-христиан в своих владениях и никогда больше не захватывать их в рабство, а также признать независимость Ионических островов и навсегда отказаться от покровительства морским разбойникам. 
После длительных неудачных попыток заставить алжирского дея принять требования английской короны, переговоры закончились и тогда заговорили пушки объединенной эскадры. 27 августа 1816 года флот союзников открыл военные действия. После девятичасовой бомбардировки столицы Алжира, в результате которой берберский флот фактически был уничтожен, Умар бен Мухаммед был вынужден подписать новый договор и выполнить предъявленный ему ультиматум.  
Признав на словах требования сильных европейских морских держав, алжирцы тем не менее снова нарушили мир. В ответ в 1819 году перед Алжиром вновь появилась объединённая англо-французская эскадра под командованием адмиралов Фримантла и Жюрие. Адмиралы объявили алжирскому правителю, что на Аахенском конгрессе европейские державы решили положить конец разбою берберийских пиратов, однако поскольку эти требования не были поддержаны военной силой, переговоры остались безрезультатными.
В 1824 году Англия в ответ на разбои снова послала к берегам Алжира эскадру из 22 судов, но снова все окончилось одними переговорами.

## Уничтожение берберийского пиратства
Отдельные, хотя и редкие, рейды алжирских пиратов продолжались до тех пор, пока в 1830 году французы не покончили с независимостью Алжира. Лишившись всех портов на побережье Средиземного моря, захваченных французами, берберийские пираты потеряли любую возможность для морского разбоя.
Что касается королевства Марокко, то оно ещё до этого справилось с пиратством и признало Соединенные Штаты независимой страной в 1776 году.

## Известные берберские пираты

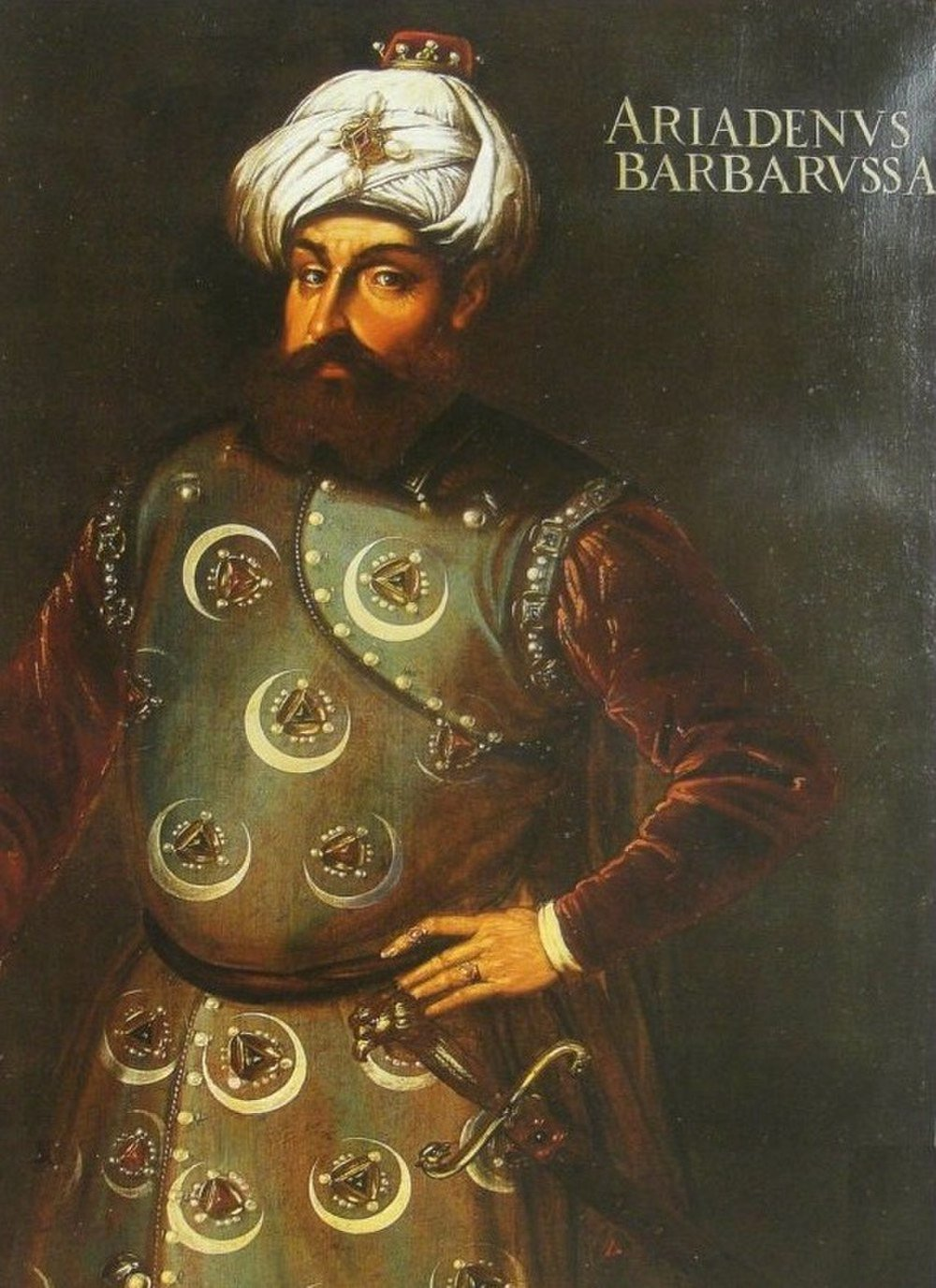
Хайр-ад-Дин Барбаросса

- Хайр-ад-Дин Барбаросса
- Арудж Барбаросса
- Улуч Али
- Тургут-реис
- Пияле-паша
- Мурат-реис старший
- Мурат-реис младший
- Кемаль-реис
- Салих-реис

## Побывавшие в плену берберских пиратов
- Ротланд, архиепископ Арля (в 869 году)
- Педро де Кандия (в начале XVI века)
- Улуч Али (в 1536 году)
- Мигель де Сервантес (в 1575—1580 годы)
- Огюстен-Шарль д’Авиле (ок. 1674)
- Антониос Криезис (в 1811 году)

### Литературные персонажи
- Робинзон Крузо
- Ги де Нантейль — герой французской поэмы «Нантейльская жеста».
- Анжелика — в 4-й книге про Анжелику французских авторов Анны и Сержа Голон.
- Главный герой романа Рафаэля Сабатини «Морской ястреб».